# 타니스트로페우스
타니스트로페우스(Tanystropheus)는 중생대 트라이아스기 후기, 오늘날 유럽 대륙에서 서식했던 소형 육식 파충류이다. 전체 길이의 반 이상, 2/3 가까이가 목에 해당하여 가장 특이하게 생긴 파충류라 할 수 있으며, 현재 알려진 척추동물 가운데 전체 몸 길이에 대한 목 길이 비율이 가장 크다. 전체 몸 길이는 약 3 m ~ 6 m, 체중은 500 kg ~ 800 kg 정도 나갔을 것으로 추정된다. 화석은 독일, 스위스, 이스라엘 부근에서 발견되었다.